# Nekrolog 1. Quartal 1957
Nekrolog
◄◄
| ◄
| 1953
| 1954
| 1955
| 1956
| 1957 | 1958 | 1959 | 1960 | 1961 | ► | ►►
1. Quartal |
2. Quartal |
3. Quartal |
4. Quartal 1957
Weitere Ereignisse | Allgemeiner Nekrolog 1957
Die Beschreibung der verstorbenen Person sollte so kurz wie möglich gehalten sein und nur deren signifikante Tätigkeit(en) enthalten.
Neue Namen ggf. auch unter dem Geburts- und Sterbedatum, also etwa unter 1. Januar und im Geburts- und Sterbejahr (2024) eintragen (nur bei entsprechender großer Wichtigkeit). Für Beispiele siehe die schon vorhandenen Artikel.
Außerdem über die fünf zuletzt Verstorbenen, zu denen es einen ausreichend guten Artikel für eine Präsentation auf der Hauptseite gibt, nach der todesbedingten Überarbeitung der Artikel ggf. auch unter Wikipedia Diskussion:Hauptseite informieren und sie am besten auch in den anderen Wikipedia-Sprachversionen eintragen. Tipp: Regelmäßig bei news.google.de nach „ist tot“, „gestorben“ oder „verstorben“ suchen.
Wenn eine Person gestorben ist, gibt es viele Seiten zu dieser Person in der Wikipedia, die davon auch betroffen sind und entsprechend aktualisiert werden müssen. Beispiele: Namenübersichtsseite, Geburtsjahr, Geburtsort-Seiten und viele mehr.
Wie finde ich die betroffenen Seiten?
Im Suchfeld auf der linken Seite gibt man den Suchbegriff so ein: „Vorname Nachname“. Dann klickt man auf Volltext und alle Seiten mit entsprechendem Suchtext werden aufgerufen. Hier sieht man dann schnell, wo auch das Todesjahr Sinn macht oder sogar ein Teil des Artikels angepasst werden muss. Auch hilft das „Werkzeug“ auf der linken Seite sehr gut, um solche Seiten aufzufinden: „Links auf diese Seite“. Somit ist die Wikipedia wieder aktuell in allen Bereichen! Hinweis: bei Eintragung der Kategorie „Gestorben JAHR“ wird der Missbrauchsfilter 49 ausgelöst, was jedoch nicht schlimm ist. Siehe: Spezial:Missbrauchsfilter/49
Dies ist eine Liste von im ersten Quartal 1957 verstorbenen bekannten Persönlichkeiten. Die Einträge erfolgen innerhalb der einzelnen Daten alphabetisch sortiert. Tiere sind im Nekrolog für Tiere zu finden.

## Januar
| Tag        | Name                                    | Beruf, bekannt als                                                                                              | Alter | Beleg |
| ---------- | --------------------------------------- | --- | ----- | ----- |
| 1. Januar  | Robert A. McClure                       | US-amerikanischer Militärangehöriger und Spezialist für Psychologische Kriegführung                             | 59    |       |
| 1. Januar  | Fergal O’Hanlon                         | irisches Mitglied der Irish Republican Army                                                                     | 20    |       |
| 1. Januar  | Seán South                              | irisches Mitglied der Irish Republican Army                                                                     |       |       |
| 1. Januar  | Ludwig Waldschmidt                      | deutscher Maler und Grafiker                                                                                    | 70    |       |
| 1. Januar  | Hans Wölpert                            | deutscher Gewichtheber                                                                                          | 58    |       |
| 2. Januar  | John Campbell Bowen                     | kanadischer Politiker                                                                                           | 84    |       |
| 2. Januar  | Wilson Brown                            | US-amerikanischer Offizier, Vizeadmiral der US-Navy                                                             | 74    |       |
| 2. Januar  | Ernst Feigl                             | tschechischer Journalist deutscher Sprache                                                                      | 69    |       |
| 2. Januar  | Kurt Hirschland                         | deutscher Bankier, Kommunalpolitiker, Unternehmer                                                               | 74    |       |
| 2. Januar  | Isaac Nachman Steinberg                 | russischer Jurist, Politiker und Publizist                                                                      | 68    |       |
| 2. Januar  | Donald S. Whitehead                     | US-amerikanischer Politiker                                                                                     | 68    |       |
| 3. Januar  | Alonso Caro y del Arroyo                | spanischer Diplomat                                                                                             | 76    |       |
| 3. Januar  | Anton Kreß                              | deutscher Fußballspieler                                                                                        | 57    |       |
| 3. Januar  | Johannes Kretzschmar                    | deutscher Liedtexter                                                                                            | 58    |       |
| 3. Januar  | Burton E. Sweet                         | US-amerikanischer Politiker                                                                                     | 89    |       |
| 3. Januar  | Otto Tumlirz                            | österreichischer Psychologe und Pädagoge                                                                        | 66    |       |
| 3. Januar  | Robert M. Zingg                         | US-amerikanischer Anthropologe                                                                                  | 56    |       |
| 4. Januar  | Ernst Ludwig Cramer                     | deutscher Schriftsteller, Farmer in Deutsch-Südwestafrika                                                       | 61    |       |
| 4. Januar  | Fritz Günther                           | deutscher Chemiker                                                                                              | 79    |       |
| 4. Januar  | Wilhelm Hartung                         | Schweizer Maler und Grafiker                                                                                    | 77    |       |
| 4. Januar  | Caroline Haslett                        | englische Elektro-Ingenieurin                                                                                   | 61    |       |
| 4. Januar  | Ernst Jänecke                           | deutscher Chemiker                                                                                              | 81    |       |
| 4. Januar  | Theodor Körner                          | österreichischer General und Politiker (SPÖ), Abgeordneter zum Nationalrat, Mitglied des Bundesrates, Bundes... | 83    |       |
| 4. Januar  | Josef Krejcik                           | österreichischer Schachspieler                                                                                  | 71    |       |
| 4. Januar  | William H. Twenhofel                    | US-amerikanischer Geologe und Paläontologe                                                                      | 81    |       |
| 5. Januar  | Alexandre Caillot                       | französischer römisch-katholischer Geistlicher und Bischof                                                      | 95    |       |
| 5. Januar  | Oldřich Duras                           | tschechischer Schachmeister und Studienkomponist                                                                | 74    |       |
| 5. Januar  | Wilhelm Guske                           | deutscher Verwaltungsangestellter und Politiker (SPD), Oberbürgermeister von Koblenz                            | 76    |       |
| 5. Januar  | Rudolf Richter                          | deutscher Paläontologe                                                                                          | 75    |       |
| 6. Januar  | Eustachius Dindemüller                  | badischer Mundartschriftsteller                                                                                 | 70    |       |
| 6. Januar  | Viggo Larsen                            | dänischer Schauspieler, Drehbuchautor und Regisseur                                                             | 76    |       |
| 6. Januar  | Hans Meid                               | deutscher Maler und Grafiker des Impressionismus                                                                | 73    |       |
| 6. Januar  | Josephus Meile                          | Schweizer Geistlicher, römisch-katholischer Bischof im Bistum St. Gallen                                        | 65    |       |
| 6. Januar  | August Thum                             | deutscher Ingenieur                                                                                             | 75    |       |
| 6. Januar  | John Todd Zimmer                        | US-amerikanischer Ornithologe                                                                                   | 67    |       |
| 7. Januar  | Johann Belz                             | deutscher Künstler und Bildhauer                                                                                | 83    |       |
| 7. Januar  | Elmer David Davies                      | US-amerikanischer Politiker und Jurist                                                                          | 57    |       |
| 7. Januar  | Jože Plečnik                            | jugoslawischer Architekt                                                                                        | 84    |       |
| 7. Januar  | Franz Schensky                          | deutscher Fotograf                                                                                              | 85    |       |
| 8. Januar  | Ferdinand Reiter                        | österreichischer Journalist                                                                                     | 67    |       |
| 8. Januar  | Josef Skupa                             | tschechischer Puppenspieler                                                                                     | 64    |       |
| 8. Januar  | Viktor von Weizsäcker                   | deutscher Mediziner                                                                                             | 70    |       |
| 8. Januar  | Charles-Edward Amory Winslow            | US-amerikanischer Bakteriologe und Experte für Public Health                                                    | 79    |       |
| 9. Januar  | Lonnie Barron                           | US-amerikanischer Country- und Rockabilly-Sänger                                                                | 25    |       |
| 9. Januar  | Grete Berges                            | deutsche Schriftstellerin, Übersetzerin und Literaturagentin                                                    | 61    |       |
| 9. Januar  | Mary Carr Moore                         | US-amerikanische Komponistin                                                                                    | 83    |       |
| 9. Januar  | Leonhard Fendt                          | deutscher evangelischer Theologe                                                                                | 75    |       |
| 9. Januar  | Margarete Friedenthal                   | Frauenrechtlerin und Stadtverordnete (DDP) in Berlin sowie Vorsitzende des Berliner „Ständigen Ausschusses z... | 85    |       |
| 9. Januar  | Cripple Clarence Lofton                 | US-amerikanischer Jazzpianist                                                                                   | 69    |       |
| 9. Januar  | Albert Ludwig                           | deutscher evangelischer Geistlicher und Heimatkundler                                                           | 88    |       |
| 9. Januar  | Johannes Puth                           | deutscher Politiker (NSDAP), MdR                                                                                | 56    |       |
| 10. Januar | Zenas Work Bliss                        | US-amerikanischer Politiker                                                                                     | 90    |       |
| 10. Januar | Heinz Braune                            | deutscher Kunsthistoriker und Museumsleiter                                                                     | 76    |       |
| 10. Januar | Josef Gasser                            | Komponist und Kirchenmusiker                                                                                    | 83    |       |
| 10. Januar | Felice Ambrogio Guerra Fezia            | italienischer Ordensgeistlicher, Missionar und römisch-katholischer Erzbischof                                  | 90    |       |
| 10. Januar | Gabriela Mistral                        | chilenische Dichterin, Diplomatin und Nobelpreisträgerin                                                        | 67    |       |
| 10. Januar | Georg Solmssen                          | Bankier (Disconto-Gesellschaft, Deutsche Bank)                                                                  | 87    |       |
| 10. Januar | Erwin Wexberg                           | österreichisch-US-amerikanischer Psychiater                                                                     | 67    |       |
| 11. Januar | Nils Ahnlund                            | schwedischer Historiker                                                                                         | 67    |       |
| 11. Januar | Jack Gilbert Graham                     | US-amerikanischer Massenmörder                                                                                  | 24    |       |
| 11. Januar | Paul Hug                                | deutscher Politiker (SPD), MdBB                                                                                 | 61    |       |
| 11. Januar | Reinhold Langner                        | deutscher Holzbildhauer, Bauplastiker, Zeichner und Maler                                                       | 51    |       |
| 11. Januar | Hans Mayenfisch                         | Schweizer Bankier, Kunstsammler und Mäzen                                                                       | 74    |       |
| 11. Januar | Arthur Scheunert                        | deutscher Veterinär                                                                                             | 77    |       |
| 11. Januar | Anton Schmölz                           | deutscher Politiker                                                                                             | 70    |       |
| 11. Januar | Edgard Tytgat                           | belgischer Maler und Illustrator                                                                                | 77    |       |
| 12. Januar | Rudolf Freiherr von Brandenstein        | deutscher Verbandsfunktionär                                                                                    | 85    |       |
| 12. Januar | Andreas Josef Mähr                      | österreichischer Politiker (ÖVP), Landtagsabgeordneter zum Vorarlberger Landtag                                 | 63    |       |
| 12. Januar | Georg Mauerer                           | deutscher Politiker (SPD)                                                                                       | 88    |       |
| 12. Januar | Gerhard Müller                          | deutscher Jurist                                                                                                | 80    |       |
| 12. Januar | Victor Starffin                         | russischstämmiger Baseballspieler in Japan                                                                      | 40    |       |
| 12. Januar | Ken Wharton                             | englischer Formel-1-Rennfahrer                                                                                  | 40    |       |
| 13. Januar | Mathilde Abbt                           | Schweizer Malerin und Zeichenlehrerin                                                                           | 66    |       |
| 13. Januar | Felix Bryk                              | österreichisch-schwedischer Entomologe und Anthropologe                                                         | 74    |       |
| 13. Januar | Jerome Frank                            | US-amerikanischer Rechtsphilosoph und Bundesrichter                                                             | 67    |       |
| 13. Januar | Kuroda Genji                            | japanischer Psychologe                                                                                          | 70    |       |
| 13. Januar | Onoe Saishū                             | japanischer Tanka-Dichter, Kalligraph und Literaturwissenschaftler                                              | 80    |       |
| 13. Januar | Leo Schmoll                             | österreichischer Architekt                                                                                      | 52    |       |
| 14. Januar | Robert John Armstrong                   | US-amerikanischer Geistlicher, Bischof von Sacramento                                                           | 72    |       |
| 14. Januar | Humphrey Bogart                         | amerikanischer Schauspieler                                                                                     | 57    |       |
| 14. Januar | Charles W. Brooks                       | US-amerikanischer Politiker (Republikanische Partei)                                                            | 59    |       |
| 14. Januar | Franz Kreß von Kressenstein             | deutscher Offizier, General der Kavallerie                                                                      | 75    |       |
| 14. Januar | Arthur Moser                            | Schweizer Politiker (FDP) und Architekt                                                                         | 76    |       |
| 14. Januar | Max Adolf Pfeiffer                      | deutscher Maschinenbauingenieur und Manager in der keramischen Industrie                                        | 81    |       |
| 15. Januar | Red Dunn                                | US-amerikanischer American-Football-Spieler                                                                     | 55    |       |
| 16. Januar | Alexander Cambridge, 1. Earl of Athlone | Mitglied der britischen Königsfamilie                                                                           | 82    |       |
| 16. Januar | Arturo Toscanini                        | italienischer Dirigent                                                                                          | 89    |       |
| 17. Januar | Margarete Hauptmann                     | deutsche Friedensaktivistin und Schauspielerin                                                                  | 82    |       |
| 17. Januar | Albert Johnson                          | US-amerikanischer Politiker                                                                                     | 87    |       |
| 17. Januar | Jules Robin                             | französischer Automobilrennfahrer                                                                               | 77    |       |
| 17. Januar | Alfred Willimann                        | Schweizer Bildhauer, Maler und Zeichner                                                                         | 56    |       |
| 18. Januar | Arthur Brusenbauch                      | österreichischer Maler                                                                                          | 75    |       |
| 18. Januar | Günther Draub                           | deutscher Politiker (GB/BHE), MdL                                                                               | 54    |       |
| 18. Januar | Álvaro Gestido                          | uruguayischer Fußballspieler                                                                                    | 49    |       |
| 18. Januar | George Girard                           | US-amerikanischer Jazz-Trompeter und Sänger                                                                     | 26    |       |
| 18. Januar | Poul Mark                               | dänischer Turner                                                                                                | 67    |       |
| 18. Januar | Makino Tomitarō                         | japanischer Botaniker                                                                                           | 94    |       |
| 18. Januar | Otto Rippel                             | deutscher Verleger und Politiker (DNVP, CSVD, CDU), MdR, MdL                                                    | 78    |       |
| 18. Januar | Eubule John Waddington                  | britischer Kolonialgouverneur                                                                                   | 66    |       |
| 18. Januar | Fritz Wolff                             | deutscher Opernsänger und Gesangslehrer                                                                         | 62    |       |
| 19. Januar | Bruno Herrmann                          | deutscher Politiker (SPD)                                                                                       | 68    |       |
| 19. Januar | Willy Ruhenstroth                       | deutscher Unternehmer                                                                                           | 84    |       |
| 19. Januar | Sheila Terry                            | US-amerikanische Schauspielerin                                                                                 | 46    |       |
| 19. Januar | Peter Zimmer                            | deutscher Politiker (SPD), MdL                                                                                  | 88    |       |
| 20. Januar | Dean Benedetti                          | US-amerikanischer Tenorsaxophonist                                                                              | 34    |       |
| 20. Januar | Dudley Benjafield                       | britischer Automobilrennfahrer und Mediziner                                                                    | 69    |       |
| 20. Januar | James Connolly                          | amerikanischer Dreispringer, erster Olympiasieger der Neuzeit                                                   | 88    |       |
| 20. Januar | John Ludovic Ford                       | britischer Automobilrennfahrer                                                                                  | 50    |       |
| 20. Januar | George Gustav Heye                      | US-amerikanischer Artefaktensammler                                                                             |       |       |
| 20. Januar | Hermann Kling                           | deutscher Politiker (CSVD, CDU), MdR, MdL                                                                       | 76    |       |
| 21. Januar | Adolf Ahrens                            | deutscher Kapitän und Politiker (DP), MdB                                                                       | 77    |       |
| 21. Januar | Arthur Lyon Bowley                      | britischer Statistiker, Ökonom und Hochschullehrer                                                              | 87    |       |
| 21. Januar | Petar Krstić                            | jugoslawischer Komponist                                                                                        | 79    |       |
| 21. Januar | Karl Nieten                             | oldenburgischer Politiker                                                                                       | 73    |       |
| 21. Januar | Otto Friedrich Weber                    | deutscher Maler und Zeichner                                                                                    | 66    |       |
| 22. Januar | Ralph Barton Perry                      | US-amerikanischer Philosoph                                                                                     | 80    |       |
| 22. Januar | Paul Walden                             | lettisch-deutscher Chemiker                                                                                     | 93    |       |
| 22. Januar | Claire Waldoff                          | deutsche Chanson-Sängerin und Kabarettistin                                                                     | 72    |       |
| 23. Januar | Ray Cummings                            | amerikanischer Science-Fiction-Autor                                                                            | 69    |       |
| 23. Januar | Friedrich Darmstädter                   | deutscher Landgerichtsrat in Mannheim                                                                           | 73    |       |
| 23. Januar | Hans Millies                            | deutscher Geiger und Komponist                                                                                  | 73    |       |
| 23. Januar | Alfred Noske                            | deutscher Schriftsteller und Politiker                                                                          | 62    |       |
| 24. Januar | Alexander Moritz Frey                   | deutscher Schriftsteller                                                                                        | 75    |       |
| 24. Januar | Dieudonné Gauthy                        | belgischer Radrennfahrer                                                                                        | 63    |       |
| 24. Januar | Otto Gruber                             | deutscher Architekt und Rektor der RWTH Aachen                                                                  | 73    |       |
| 24. Januar | John Llewellin, 1. Baron Llewellin      | britischer Politiker und Offizier, Unterhausabgeordneter und Peer                                               | 63    |       |
| 24. Januar | Rudolf Rochga                           | deutscher Dekorationsmaler und Kunstgewerbler                                                                   | 81    |       |
| 24. Januar | Ernst Thieme                            | deutscher Kunstmaler                                                                                            | 71    |       |
| 24. Januar | Ludwig Trautmann                        | deutscher Schauspieler                                                                                          | 71    |       |
| 25. Januar | Franz Maria Luitpold von Bayern         | bayerischer Prinz und Generalmajor                                                                              | 81    |       |
| 25. Januar | Shiga Kiyoshi                           | japanischer Bakteriologe und Entdecker des Bakteriums Shigella dysenteriae                                      | 85    |       |
| 25. Januar | Kurt Spangenberg                        | deutscher Mineraloge und Kristallograph                                                                         | 67    |       |
| 25. Januar | Hermann Voss                            | deutscher Rechtsanwalt und Verbandsfunktionär                                                                   | 78    |       |
| 25. Januar | Elmer H. Wene                           | US-amerikanischer Politiker                                                                                     | 64    |       |
| 25. Januar | Martina Wied                            | österreichische Schriftstellerin                                                                                | 74    |       |
| 26. Januar | Alfonso Bartoli                         | italienischer Klassischer Archäologe und Senator                                                                | 83    |       |
| 26. Januar | Zabelle Boyajian                        | osmanisch-armenische Malerin, Schriftstellerin und Übersetzerin                                                 |       |       |
| 26. Januar | Helene Costello                         | US-amerikanische Schauspielerin                                                                                 | 50    |       |
| 26. Januar | William Eythe                           | US-amerikanischer Schauspieler                                                                                  | 38    |       |
| 26. Januar | Julie Kopacsy-Karczag                   | ungarische Opernsängerin (Sopran)                                                                               | 89    |       |
| 26. Januar | Bruno Parisi                            | italienischer Zoologe und Museumsdirektor                                                                       | 72    |       |
| 26. Januar | Franz Reuther                           | deutscher Politiker (SPD), MdL                                                                                  | 75    |       |
| 26. Januar | Alfred Soder                            | Schweizer Maler und Radierer                                                                                    | 76    |       |
| 26. Januar | Jean Thorailler                         | französischer Schwimmer und Wasserballspieler                                                                   | 69    |       |
| 27. Januar | Adolf Gerteis                           | deutscher Eisenbahningenieur und Präsident der Ostbahn                                                          | 70    |       |
| 27. Januar | Kathleen Kerrigan                       | US-amerikanische Filmschauspielerin                                                                             | 88    |       |
| 27. Januar | Bess Mensendieck                        | amerikanische Ärztin und Physiotherapeutin                                                                      | 92    |       |
| 27. Januar | František Slavík                        | tschechischer Mineraloge, Geologe und Hochschullehrer                                                           | 80    |       |
| 27. Januar | Karl Walter                             | deutscher Politiker (NSDAP), MdR und Metallurg                                                                  | 55    |       |
| 28. Januar | Diedrich Engelken                       | deutscher Kaufmann, NSDAP-Politiker, Hamburger Senator                                                          | 74    |       |
| 28. Januar | Walter Schaub                           | Schweizer Politiker                                                                                             | 71    |       |
| 29. Januar | Gotthard Drögmöller                     | Stellmacher, Karosseriebautechniker und Firmengründer                                                           | 72    |       |
| 29. Januar | Ilna Ewers-Wunderwald                   | deutsche Illustratorin, Übersetzerin, Zeichnerin, und Malerin                                                   | 78    |       |
| 29. Januar | Nikolai Timofejewitsch Gudzow           | russischer Materialwissenschaftler und Hochschullehrer                                                          | 71    |       |
| 29. Januar | Alois Roßmanith                         | österreichischer Arbeiterdichter                                                                                | 47    |       |
| 30. Januar | Ezio Balducci                           | san-marinesischer Politiker                                                                                     | 52    |       |
| 30. Januar | Grigore Gafencu                         | rumänischer Journalist, Diplomat und Politiker                                                                  | 65    |       |
| 30. Januar | John Marshall                           | australischer Schwimmer                                                                                         | 26    |       |
| 30. Januar | Josselyn Van Tyne                       | US-amerikanischer Ornithologe und Museumskurator                                                                | 54    |       |
| 31. Januar | Otto Burgemeister                       | deutscher Politiker (SPD), MdA                                                                                  | 73    |       |
| 31. Januar | Johann Feil                             | österreichischer SS-Oberführer                                                                                  | 60    |       |
| 31. Januar | Christian Hülsmeyer                     | deutscher Unternehmer und Erfinder des Radars                                                                   | 75    |       |
| 31. Januar | Reinhard Köstlin                        | deutscher Verwaltungsjurist                                                                                     | 81    |       |
| 31. Januar | Alois Pennig                            | deutscher Fußballschiedsrichter                                                                                 | 49    |       |
| 31. Januar | Hermann Poeverlein                      | deutscher Jurist und Botaniker                                                                                  | 82    |       |
| 31. Januar | Michail Andrejewitsch Schatelen         | russischer Elektroingenieur und Hochschullehrer                                                                 | 91    |       |

## März
| Tag      | Name                                | Beruf, bekannt als                                                                                              | Alter | Beleg |
| -------- | ----------------------------------- | --- | ----- | ----- |
| 1. März  | Giovanni Conti                      | italienischer Jurist, Publizist und Politiker (Partito Repubblicano Italiano), Mitglied der Camera dei deput... | 74    |       |
| 1. März  | Philipp Daltrop                     | deutscher Jurist                                                                                                | 80    |       |
| 1. März  | Adolf Franzke                       | Leiter der Schleswig-Holsteinischen Landesbrandkasse                                                            | 78    |       |
| 1. März  | György Gömöri                       | ungarisch-amerikanischer Mediziner                                                                              | 52    |       |
| 1. März  | Alfred Laine                        | US-amerikanischer Kornettist, Althornist und Bandleader des frühen Jazz                                         | 61    |       |
| 1. März  | Serag Monier                        | ägyptischer Schauspieler                                                                                        | 52    |       |
| 1. März  | Sergei Jakowlewitsch Schuk          | russischer Wasserbautechniker                                                                                   | 64    |       |
| 1. März  | Bruno Schumacher                    | deutscher Gymnasiallehrer und Historiker                                                                        | 77    |       |
| 2. März  | Felix Frank                         | österreichischer Jurist und Politiker (Großdeutsche Volkspartei), Abgeordneter zum Nationalrat                  | 80    |       |
| 2. März  | Johann Benedikt Jörger              | Schweizer Psychiater, Autor, Kunstkritiker, Volkskundler und Naturforscher                                      | 70    |       |
| 2. März  | Leonard Spath                       | britischer Paläontologe                                                                                         | 74    |       |
| 3. März  | Heinrich Krumm                      | deutscher Lederwarenfabrikant                                                                                   | 60    |       |
| 3. März  | Richard Leißling                    | deutscher Heimatforscher                                                                                        | 78    |       |
| 3. März  | Amelie Posse                        | schwedische Autorin, Aktivistin gegen den Nationalsozialismus und Flüchtlingshelferin                           | 73    |       |
| 3. März  | Richard Schönborn                   | deutscher Politiker (Zentrum, CDU), MdR, MdA                                                                    | 79    |       |
| 4. März  | Elisabeth Marie von Bayern          | deutsche Adlige, Prinzessin von Bayern (bis 1918)                                                               | 83    |       |
| 4. März  | Cangkya Lobsang Pelden Tenpe Drönme | 7. Tschangtscha Hutuktu                                                                                         |       |       |
| 4. März  | Montague Ewing                      | britischer Komponist                                                                                            | 66    |       |
| 4. März  | Evarts Graham                       | US-amerikanischer Chirurg (Thorax-Chirurgie)                                                                    | 73    |       |
| 4. März  | Heinrich de Haan                    | deutscher Politiker                                                                                             | 60    |       |
| 4. März  | Ernest Robert Moore                 | US-amerikanischer Politiker                                                                                     | 88    |       |
| 4. März  | Caroline van Dommelen               | niederländische Bühnenschauspielerin, Regisseurin, Publizistin und Romanautorin                                 | 82    |       |
| 5. März  | William Cameron Menzies             | US-amerikanischer Regisseur, Produzent, Drehbuchautor und Filmarchitekt                                         | 60    |       |
| 5. März  | Adalbert Wahl                       | deutscher Historiker                                                                                            | 85    |       |
| 6. März  | Amiya Chakravarty                   | indischer Drehbuchautor, Regisseur und Produzent des Hindi-Films                                                | 44    |       |
| 6. März  | Georg Ludwig Dreyfus                | deutscher Arzt und Hochschullehrer                                                                              | 77    |       |
| 6. März  | Alexander Godley                    | britischer General                                                                                              | 90    |       |
| 6. März  | Hans Heß                            | deutscher Wirtschaftsführer                                                                                     | 75    |       |
| 6. März  | Constantin Rădulescu-Motru          | rumänischer Philosoph, Psychologe, Soziologe, Dramatiker, Autor und Politiker sowie Präsident der Rumänische... | 89    |       |
| 7. März  | Johann Wolfgang Amschler            | deutscher Agrarwissenschaftler                                                                                  | 64    |       |
| 7. März  | Božidar Dobrucky                    | sorbischer Pfarrer und Schriftsteller                                                                           | 73    |       |
| 7. März  | Theodor Grieg                       | österreichischer Schauspieler und Regisseur                                                                     | 67    |       |
| 7. März  | Wyndham Lewis                       | britischer Schriftsteller und Maler                                                                             | 74    |       |
| 7. März  | Ludwig Münz                         | österreichischer Kunsthistoriker                                                                                | 68    |       |
| 7. März  | Paul Hermann Schubert               | deutscher Schriftsteller                                                                                        | 52    |       |
| 8. März  | Birger Dahlerus                     | schwedischer Unternehmer und Großindustrieller                                                                  | 66    |       |
| 8. März  | János Esterházy                     | ungarisch-slowakischer Politiker der ungarischen Minderheit in der Slowakei                                     | 55    |       |
| 8. März  | Hendrik Anton Cornelis Fabius       | niederländischer Offizier, Leiter des niederländischen Militärgeheimdienstes                                    | 78    |       |
| 8. März  | Betty Hirsch                        | dänisch-deutsche Sängerin und Blinden- und Sprachlehrerin                                                       | 84    |       |
| 8. März  | Bal Gangadhar Kher                  | indischer Politiker                                                                                             | 68    |       |
| 8. März  | Eddie Babe Risko                    | US-amerikanischer Boxer im Mittelgewicht                                                                        | 45    |       |
| 8. März  | Ludwig von Schlieben                | deutscher Maler                                                                                                 | 82    |       |
| 8. März  | Othmar Schoeck                      | Schweizer Komponist und Dirigent                                                                                | 70    |       |
| 8. März  | Elsa Woutersen-van Doesburgh        | niederländische Malerin                                                                                         | 81    |       |
| 9. März  | Emil Bizer                          | deutscher Maler                                                                                                 | 75    |       |
| 9. März  | Kennerley Rumford                   | englischer Sänger (Bariton) und Gesangspädagoge                                                                 | 86    |       |
| 10. März | Samuel Ornitz                       | US-amerikanischer Schriftsteller und Drehbuchautor                                                              | 66    |       |
| 10. März | Wulf Rittscher                      | deutscher Schauspieler                                                                                          | 54    |       |
| 11. März | Fritz Albrich                       | deutscher Journalist und Autor                                                                                  | 57    |       |
| 11. März | Richard Evelyn Byrd                 | US-amerikanischer Polarforscher und Konteradmiral                                                               | 68    |       |
| 11. März | Albert Florath                      | deutscher Schauspieler                                                                                          | 68    |       |
| 11. März | Saburō Hasegawa                     | japanischer Maler                                                                                               | 50    |       |
| 11. März | Jinzai Kiyoshi                      | japanischer Schriftsteller und Übersetzer                                                                       | 53    |       |
| 11. März | Karel V. Rypáček                    | tschechischer Journalist und Übersetzer                                                                         | 72    |       |
| 12. März | Rudolf Brandl                       | deutscher Journalist, Übersetzer, Archivleiter und Bibliothekar                                                 | 72    |       |
| 12. März | Anton von Braunmühl                 | deutscher Psychiater                                                                                            | 55    |       |
| 12. März | Robert Graettinger                  | US-amerikanischer Komponist und Arrangeur                                                                       | 33    |       |
| 12. März | Josephine Hull                      | US-amerikanische Schauspielerin                                                                                 |       |       |
| 13. März | George Allison                      | englischer Fußballtrainer und Sportjournalist                                                                   | 73    |       |
| 13. März | Lena Ashwell                        | britische Schauspielerin, Theatermanagerin und -Regisseurin                                                     | 87    |       |
| 13. März | Paul Bildt                          | deutscher Schauspieler und Regisseur                                                                            | 71    |       |
| 13. März | Frank Billings                      | US-amerikanischer Jazzmusiker                                                                                   |       |       |
| 13. März | Anna Haava                          | estnische Lyrikerin                                                                                             | 92    |       |
| 13. März | Ernst Nobs                          | Schweizer Politiker                                                                                             | 70    |       |
| 13. März | Jelena Wladimirowna Romanowa        | russische Großherzogin                                                                                          | 75    |       |
| 13. März | Hans Heinrich Schaeder              | deutscher Orientalist und Ägyptologe                                                                            | 61    |       |
| 13. März | Margarete Schweikert                | deutsche Komponistin, Violinistin, Pianistin, Geigenlehrerin und Musikkritikerin                                | 70    |       |
| 14. März | Eugenio Castellotti                 | italienischer Automobilrennfahrer                                                                               | 26    |       |
| 14. März | Hugh Ivan Gramatzki                 | deutscher Physiker, Mathematiker und Unternehmer                                                                | 74    |       |
| 14. März | Boris Nikolajewitsch Jurjew         | sowjetischer Hubschrauberkonstrukteur und -pionier                                                              | 67    |       |
| 14. März | Nikolaus Robert-Tornow              | preußischer Verwaltungsjurist und Landrat                                                                       | 70    |       |
| 14. März | Hermann Schürch                     | Schweizer Bauingenieur und Unternehmer                                                                          | 75    |       |
| 15. März | Fernand Deschamps                   | belgischer Intellektueller                                                                                      | 88    |       |
| 15. März | Rudolf Kasztner                     | ungarisch-israelischer Journalist und Jurist sowie eine zionistische Führungspersönlichkeit                     |       |       |
| 15. März | Hermann Klewer                      | deutscher Gewerkschafter, Kommunalpolitiker                                                                     | 70    |       |
| 15. März | Nelson G. Kraschel                  | US-amerikanischer Politiker (Demokratische Partei) und der 27. Gouverneur des Bundesstaates Iowa (1937–1939)    | 67    |       |
| 15. März | Kurt Lottner                        | deutscher Offizier, zuletzt Generalmajor im Zweiten Weltkrieg                                                   | 57    |       |
| 15. März | Marius Mars-Vallet                  | französischer Bildhauer                                                                                         |       |       |
| 15. März | Moša Pijade                         | jugoslawischer Kommunist und enger Vertrauter von Josip Broz Tito                                               | 67    |       |
| 15. März | Just Knud Qvigstad                  | norwegischer Philologe und Politiker                                                                            | 103   |       |
| 15. März | Otto Schleimer                      | deutscher Unternehmer                                                                                           | 81    |       |
| 15. März | Thomas Southorn                     | britischer Kolonialadministrator                                                                                | 77    |       |
| 15. März | Heinrich Zangger                    | Schweizer Toxikologe                                                                                            | 82    |       |
| 16. März | Constantin Brâncuși                 | rumänisch-französischer Bildhauer und Fotograf                                                                  | 81    |       |
| 16. März | Abulqossim Lohutij                  | persischer und tadschikischer Dichter                                                                           | 69    |       |
| 16. März | Fritz Steisslinger                  | deutscher Maler                                                                                                 | 65    |       |
| 16. März | Johnny Torrio                       | italo-amerikanischer Mobster                                                                                    |       |       |
| 17. März | Tomas Cabili                        | philippinischer Politiker                                                                                       | 54    |       |
| 17. März | Ernst Hasselkus                     | deutscher Schachkomponist                                                                                       | 80    |       |
| 17. März | Ramon Magsaysay                     | philippinischer Präsident                                                                                       | 49    |       |
| 17. März | Henry E. Sigerist                   | Schweizer Medizinhistoriker und Medizintheoretiker                                                              | 65    |       |
| 18. März | Emma Cotta                          | deutsche Bildhauerin                                                                                            | 76    |       |
| 18. März | Hans Horsters                       | deutscher Arzt                                                                                                  | 69    |       |
| 18. März | Helmuth Thomas                      | deutscher Germanist                                                                                             | 51    |       |
| 19. März | Hans Eisele                         | deutscher Journalist, Diplomat und Schriftsteller                                                               | 81    |       |
| 19. März | Harold Hagen                        | US-amerikanischer Politiker                                                                                     | 55    |       |
| 19. März | Guido Heiland                       | deutscher Politiker der SPD                                                                                     | 75    |       |
| 19. März | Katayama Hiroko                     | japanischer Lyrikerin und Übersetzerin                                                                          | 79    |       |
| 19. März | Sarah Benedict Mayer                | britische Schauspielerin und                                                                                    | 60    |       |
| 19. März | Jean Ernest Odend’hal               | französischer Vizeadmiral                                                                                       | 72    |       |
| 19. März | James Reid                          | britischer Sportschütze                                                                                         | 82    |       |
| 19. März | Eduard Salfeld                      | evangelischer Pastor und Heimatforscher                                                                         | 78    |       |
| 19. März | Hans Spethmann                      | deutscher Geograph und Geschichtswissenschaftler                                                                | 71    |       |
| 19. März | Wilhelm Winzer                      | deutscher Gewerkschafter, Genossenschafter, Politiker (SPD), MdL                                                | 79    |       |
| 19. März | Hans Ziegler                        | deutscher Politiker (SPD, USPD, SADP), MdR und Gewerkschafter                                                   | 80    |       |
| 20. März | Wilhelm Eichhorn                    | deutscher Bankdirektor, CSU-Mitgründer, Präses                                                                  | 77    |       |
| 20. März | Georg Keidel                        | deutscher Landwirt und Landwirtschaftsfunktionär                                                                | 81    |       |
| 20. März | Isobel Kuhn                         | kanadische christliche Missionarin (evangelisch) in China und Thailand                                          | 55    |       |
| 21. März | Rudolf Fischer                      | deutscher Chemiker und Unternehmer                                                                              | 76    |       |
| 21. März | Georg Lührig                        | deutscher Maler und Grafiker                                                                                    | 89    |       |
| 21. März | Carl Napp                           | deutscher Humorist, Kabarettist und Schauspieler                                                                | 66    |       |
| 21. März | Charles Kay Ogden                   | britischer Sprachwissenschaftler und Schriftsteller                                                             | 67    |       |
| 21. März | Otto Reiser                         | deutscher Fußballspieler                                                                                        | 72    |       |
| 22. März | Karl Mehnert                        | deutscher Offizier, zuletzt Generalleutnant der Wehrmacht und Stadtkommandant von Dresden                       | 73    |       |
| 22. März | Peter Smidt                         | deutscher Schriftsteller                                                                                        | 62    |       |
| 23. März | Patrick Abercrombie                 | britischer Stadtplaner                                                                                          | 77    |       |
| 23. März | Ali Boumendjel                      | algerischer Rechtsanwalt und politischer Aktivist                                                               | 37    |       |
| 23. März | René Dubois                         | Schweizer Jurist                                                                                                | 48    |       |
| 23. März | Juliusz Kleiner                     | polnischer Philosoph und Literaturhistoriker                                                                    | 70    |       |
| 24. März | Luise Halbe                         | Ehefrau des deutschen Schriftstellers Max Halbe                                                                 | 89    |       |
| 24. März | August Richardsen                   | deutscher Agrarwissenschaftler                                                                                  | 83    |       |
| 24. März | Carson Robison                      | US-amerikanischer Old-Time- und Country-Musiker                                                                 | 66    |       |
| 24. März | Elisabeth Schulz                    | deutsche Oberschulrätin                                                                                         | 53    |       |
| 24. März | Yūki Somei                          | japanischer Maler                                                                                               | 81    |       |
| 25. März | Fud Livingston                      | US-amerikanischer Jazzmusiker, Arrangeur und Komponist                                                          | 50    |       |
| 25. März | Paul Spamann                        | deutscher Automobilrennfahrer                                                                                   | 76    |       |
| 25. März | Miki Suizan                         | japanischer Maler und Holzschnittkünstler der Nihonga-Richtung der Taishō- und Shōwa-Zeit                       | 73    |       |
| 25. März | George Townshend                    | irisch-amerikanischer Geistlicher                                                                               | 80    |       |
| 26. März | Franz Beier                         | deutscher Politiker (SPD), MdL                                                                                  | 58    |       |
| 26. März | Édouard Herriot                     | französischer Politiker                                                                                         | 84    |       |
| 26. März | Felix Lederer                       | österreichischer Musiker und Dirigent tschechischer Herkunft                                                    | 80    |       |
| 26. März | Max Ophüls                          | deutsch-französischer Film-, Theater- und Hörspielregisseur                                                     | 54    |       |
| 26. März | John J. O’Kelly                     | irischer Politiker (Sinn Féin), Journalist, Autor und Herausgeber                                               |       |       |
| 26. März | Bernd Weinberger                    | deutscher Offizier, zuletzt Generalmajor der KVP                                                                | 52    |       |
| 27. März | Franziskus Demann                   | deutscher römisch-katholischer Geistlicher, Bischof von Osnabrück                                               | 56    |       |
| 27. März | Max Fellerer                        | österreichischer Architekt                                                                                      | 67    |       |
| 27. März | Joseph Pfleger                      | deutscher und französischer Politiker                                                                           | 83    |       |
| 27. März | Heinrich Martin Rütten              | deutscher Verwaltungsjurist, Landrat des Kreises Bielefeld (1938–1944)                                          | 55    |       |
| 28. März | Albert Boerger                      | deutscher Agrarwissenschaftler                                                                                  | 75    |       |
| 28. März | Edwiga Gantenberg                   | deutsche Ballett-Tänzerin                                                                                       | 83    |       |
| 28. März | Ali Gençay                          | türkischer Fußballspieler                                                                                       | 52    |       |
| 28. März | Robert Mittag                       | deutscher Politiker (CDU)                                                                                       | 70    |       |
| 28. März | Christopher Morley                  | amerikanischer Herausgeber, Schriftsteller und Sherlockianer                                                    | 66    |       |
| 28. März | Gheorghe Tătărescu                  | rumänischer Politiker                                                                                           | 70    |       |
| 28. März | Jack Butler Yeats                   | irischer Künstler und Autor                                                                                     | 85    |       |
| 29. März | Hedwig Andersen                     | deutsche Logopädin                                                                                              | 90    |       |
| 29. März | Joyce Cary                          | englisch-irischer Schriftsteller                                                                                | 68    |       |
| 29. März | Edmond Crahay                       | belgischer Fechter                                                                                              | 73    |       |
| 29. März | Hermann Koch                        | deutsch-estnischer Politiker, Mitglied des Riigikogu                                                            | 74    |       |
| 29. März | Julius Loßmann                      | deutscher Politiker (SPD) und Bürgermeister der Stadt Nürnberg                                                  | 74    |       |
| 29. März | Paul Oppé                           | britischer Kunsthistoriker, Kunstkritiker, Kunstsammler und Museumskurator                                      | 78    |       |
| 30. März | Max Amann                           | deutscher Politiker (NSDAP), MdR und Publizist                                                                  | 65    |       |
| 30. März | Arthur Mentz                        | deutscher Lehrer, Philologe und Stenograph                                                                      |       |       |
| 30. März | Edith Sutton                        | englisch-britische Politikerin und Frauenwahlrechtsaktivistin                                                   |       |       |
| 31. März | Frank Cheney                        | US-amerikanischer Seidenfabrikant                                                                               | 96    |       |
| 31. März | Siegfried Donndorf                  | deutscher Maler und Bühnenbildner                                                                               | 56    |       |
| 31. März | Josué Henry                         | belgischer Soldat und Kolonialadministrator                                                                     | 87    |       |
| 31. März | Gene Lockhart                       | US-amerikanischer Film- und Theaterschauspieler                                                                 | 65    |       |
| 31. März | Franz Joseph Niemann                | deutscher Reformpädagoge                                                                                        | 77    |       |
| 31. März | Olga Rinnebach                      | deutsche Kabarettistin, Diseuse und Musikerin                                                                   | 57    |       |
| März     | Karl Geiser                         | Schweizer Bildhauer                                                                                             | 58    |       |
| März     | Friedrich Kettner                   | österreichisch-amerikanischer Lehrer, philosophischer Autor und Dichter                                         | 71    |       |
| März     | Firmin Touche                       | französischer Violinist und Musikpädagoge                                                                       | 81    |       |